# Syzeuctus distinctus
Syzeuctus distinctus là một loài tò vò trong họ Ichneumonidae.